# Comuna Montana, Montana
Montana (în bulgară Монтана) este o comună în regiunea Montana, Bulgaria, formată din orașul Montana și 23 de sate. 

## Localități componente

### Orașe
- Montana

### Sate
| - Belotinți - Bezdenița - Blagovo - Doktor Iosifovo - Dolna Riksa - Dolna Verenița - Dolno Belotinți - Gabrovnița | - Gorna Verenița - Gorno Țerovene - Klisurița - Krapcene - Lipen - Nikolovo - Slavotin | - Smoleanovți - Stubel - Studeno Buce - Sumer - Trifonovo - Viniște - Virove - Voiniți |

## Demografie
Componența etnică a comunei Montana
     Romi (6,98%)
     Bulgari (88,13%)
     Nicio identificare (4,48%)
     Altele (0,8%)
La recensământul din 2011, populația comunei Montana era de 53.856 locuitori. Din punct de vedere etnic, majoritatea locuitorilor (88,13%) erau bulgari, cu o minoritate de romi (6,98%). Pentru 4,48% din locuitori nu este cunoscută apartenența etnică.